# Paulo Mário da Cunha Rodrigues
Paulo Mário da Cunha Rodrigues (Rio de Janeiro, 20 de outubro de 1895 — Rio de Janeiro, 12 de fevereiro de 1985) foi um militar brasileiro. Atingiu a patente de Almirante.
Foi Ministro da Marinha do Brasil no governo João Goulart, de 27 a 31 de março de 1964.

## Carreira
Paulo Mário da Cunha Rodrigues nasceu no dia 20 de outubro de 1895, no Rio de Janeiro, filho de João Soares da Cunha Rodrigues e de Ana da Cunha Soares Rodrigues.
Ingressou na Escola Naval em 1913, concluindo o curso em 1916. Participou em 1918 da Primeira Guerra Mundial, servindo na Divisão Frontin. De volta ao Brasil, lutou contra as Revoltas Tenentistas ocorridas na década de 1920. Encontrava-se servindo no Rio Grande do Norte quando eclodiu a Revolução de Outubro de 1930 que levou Getúlio Vargas ao poder. Vitorioso o movimento, foi nomeado secretário de Segurança do estado, cargo que ocupou por pouco tempo.
Aluno do curso de comando da Escola de Guerra Naval, entre 1936 e 1938, em 1942 comandou o Contratorpedeiro Rio Grande do Norte, que fez o patrulhamento das costas brasileiras durante a Segunda Guerra Mundial (1939-1945). Diplomou-se, em 1948, no curso superior da Escola de Guerra Naval. Entre 1954 e 1955 exerceu a chefia do IV Distrito Naval (DN), sediado em Belém; nesse último ano, assumiu o comando do I DN, no Rio de Janeiro. Em 1957 tornou-se inspetor-geral da Marinha. Nomeado em janeiro de 1959 Juiz-Presidente do Tribunal Marítimo, em março passou para a reserva como almirante-de-esquadra.

## Revolta dos Marinheiros de 1964
No dia 25 de março de 1964, durante as comemorações do aniversário da Associação dos Marinheiros e Fuzileiros Navais do Brasil (AMFNB) na sede do Sindicato dos Metalúrgicos do Rio de Janeiro, irrompeu uma rebelião de marinheiros que protestavam contra a punição imposta a 12 dirigentes da entidade que se haviam posicionado a favor das Reformas de Base propostas pelo Presidente João Goulart. Os rebeldes decidiram não acatar a ordem de prisão dada aos colegas e permanecer amotinados no prédio do sindicato até que suas reivindicações fossem atendidas. Diante da recusa do comandante do Corpo de Fuzileiros Navais, Almirante Cândido Aragão, em reprimir o motim, o Ministro da Marinha Sílvio Mota recorreu a efetivos da Polícia do Exército, que prenderam os rebeldes. Aragão foi afastado do cargo. No entanto, a determinação de Goulart em atender às reivindicações dos marinheiros culminou com a exoneração de Mota.
Paulo Mário assumiu a pasta da Marinha no dia 27 de março, tendo sido seu nome proposto pelos marinheiros. No mesmo dia foi determinada a permanência de Aragão no comando dos fuzileiros e a libertação dos amotinados. No dia 28 estes realizaram uma passeata pelo centro do Rio e, no dia seguinte, oficiais da Marinha emitiram um manifesto criticando o governo. Em 31 de março Goulart foi deposto por um golpe militar e no dia 4 de abril Cunha Rodrigues exonerado do ministério. Em maio foi demitido do Tribunal Marítimo, com base no Ato Institucional n.º 1 (9/4/1964), e, em junho, foi desligado definitivamente do tribunal e do serviço ativo da Marinha.

## Vida Pessoal
Foi casado com Marilda Guimarães Rodrigues, filha do Almirante Protógenes Pereira Guimarães, com quem teve três filhos, e com Lindaura Maria Rodrigues, com quem teve dois filhos.
Faleceu no Rio de Janeiro, no dia 12 de fevereiro de 1985.